# Route nationale 538
La route nationale 538, ou RN 538, était une route nationale française. Elle reliait successivement Vienne à Marseille (de 1933 à 1952), Vienne à Salon-de-Provence (de 1952 à 1972), et finalement Sénas à Salon-de-Provence (de 1972 à 2006).

## Historique

### Classement
À l'origine, la RN 538 reliait Vienne à Marseille, via Romans-sur-Isère et Carpentras, avec un tronc commun avec la RN 7 (RD 7N depuis 2006) entre Plan-d'Orgon et Sénas. Cette route reprenait d'anciens chemins de grande communication ou d'anciennes routes départementales, notamment le Gc 74 dans l'Isère et les Gc 2, 19 et 20 dans la Drôme, une section entre la limite Isère-Drôme et Romans-sur-Isère ayant été départementalisée (CD 6).
En 1952, à la suite de la création de l'axe RN 113 entre Bordeaux et Marseille, la section de Salon-de-Provence à Marseille a été renumérotée RN 113. Cette dernière est déclassée RD 113 depuis 2006.

### Déclassement
Après la réforme de 1972, le tronçon de Vienne à Plan-d'Orgon est reversé aux départements : RD 538 dans l'Isère et dans la Drôme, RD 938 dans le Vaucluse et RD 99 dans les Bouches-du-Rhône (entre la limite départementale de Vaucluse et Plan-d'Orgon).
En 2006, le tronçon restant de la RN 538 entre Sénas et Salon-de-Provence a été déclassé en RD 538.

### Aménagements
Au sud de Salon-de-Provence, la RN 538 débouchait sur la RN 113 en franchissant un auto-pont, à sens unique. Construit en 1976, il a été détruit en avril 2011 (pour un montant de 1 800 000 €, financement par le Conseil général des Bouches-du-Rhône) et le carrefour des Milani est devenu un giratoire.

## Rôle
Cette route sert aussi d'itinéraire bis, alternatif à l'autoroute A 7 ou à la route nationale 7.

## Tracé

### De Vienne à Beaurepaire
- Vienne D 538
- Saint-Benoît, commune de Vienne
- Bérardier, commune de Jardin
- La Rosière, commune d'Estrablin
- La Salignat, commune d'Estrablin
- Le Chamboud, commune d'Eyzin-Pinet
- Civas, commune d'Eyzin-Pinet
- Cour-et-Buis

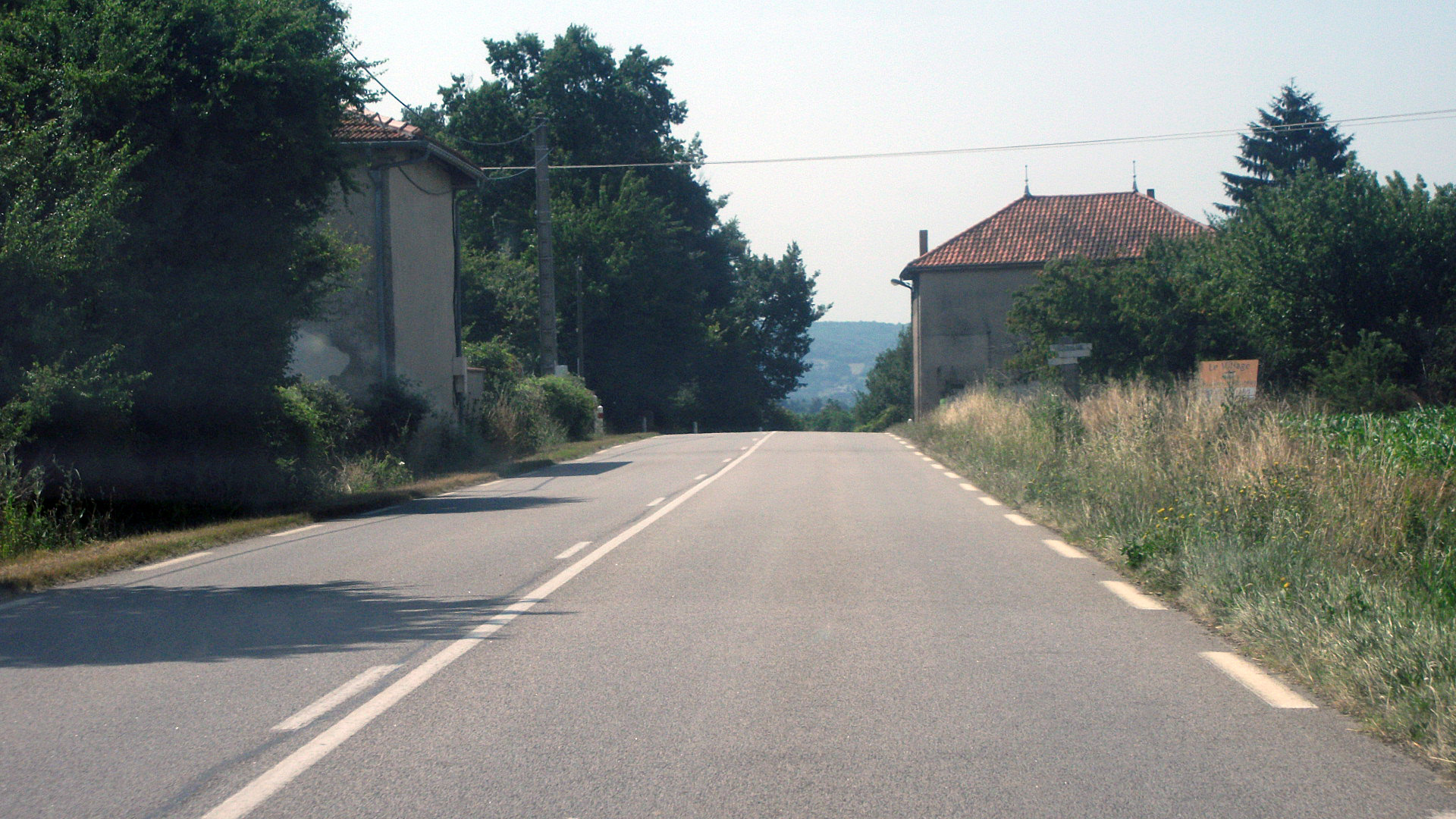
D 538 entre Revel-Tourdan et Beaurepaire, la veille d'une étape du Tour de France, le 13 juillet 2013.

- L'Embranchement, commune de Revel-Tourdan
- Le Barat, commune de Beaurepaire
- Beaurepaire D 538

### De Beaurepaire à Chabeuil
- Beaurepaire D 538
- La Saône, commune de Lens-Lestang
- Lens-Lestang
- Hauterives

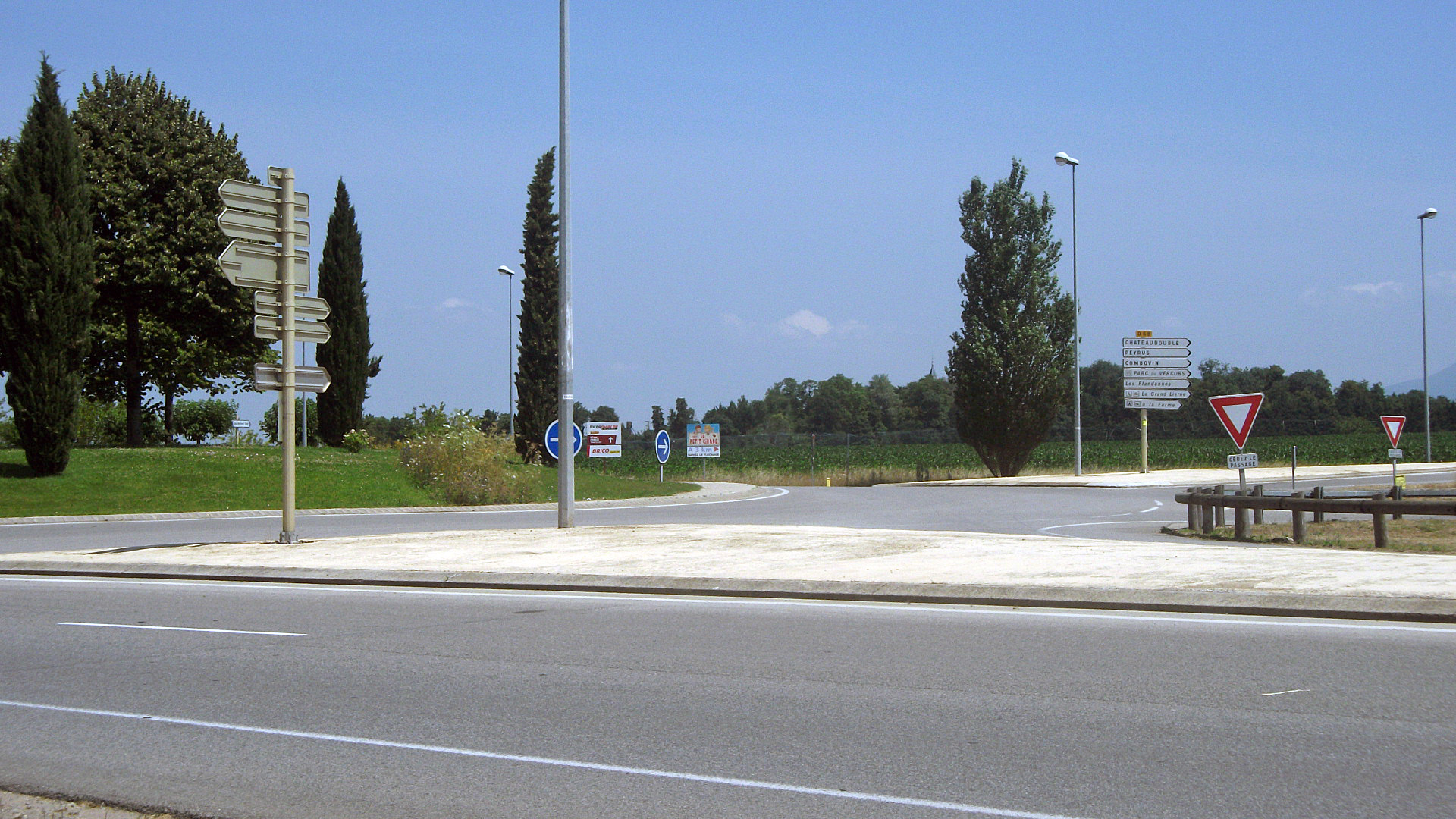
Carrefour giratoire au nord de Chabeuil. Au premier plan, la RD 538, en direction de Crest, à deux voies. Au second plan, la RD 68 en direction de Châteaudouble.

- Le Four-à-Chaux, commune de Montchenu
- Le Cabaret-Neuf, commune de Charmes-sur-l'Herbasse
- Margès
- Peyrins
- Mours-Saint-Eusèbe
- Romans-sur-Isère
- Bourg-de-Péage
- Alixan
- Montélier
- Chabeuil D 538

### De Chabeuil à Nyons
- Chabeuil D 538
- La Paillette, commune de Montmeyran
- Les Batailles, commune de Montmeyran
- Crest
- Lambres, commune de Divajeu
- Saou
- Bourdeaux
- Col du Pertuis (626 m)
- Dieulefit
- Col du Serre
- Le Moulin, commune de Roche-Saint-Secret-Béconne
- Roche-Saint-Secret
- Rousset-les-Vignes
- Nyons D 538

### De Nyons à Plan-d'Orgon
- Nyons  D 538
- Mirabel-aux-Baronnies D 538
- La Tuilière, commune de Puyméras D 938
- Vaison-la-Romaine
- Malaucène
- Serres, commune de Carpentras
- Carpentras
- Pernes-les-Fontaines
- L'Isle-sur-la-Sorgue
- Velorgues, commune de L'Isle-sur-la-Sorgue D 938
- Cavaillon D 99
- Plan-d'Orgon D 99

Tronc commun avec la RN 7 devenue RD 7N

### De Sénas à Marseille
- Sénas D 538
- Lamanon D 538
- Salon-de-Provence
- Lançon-Provence
- La Fare-les-Oliviers
- Rognac
- L'Agneau, commune de Vitrolles
- Vitrolles
- Les Pennes-Mirabeau

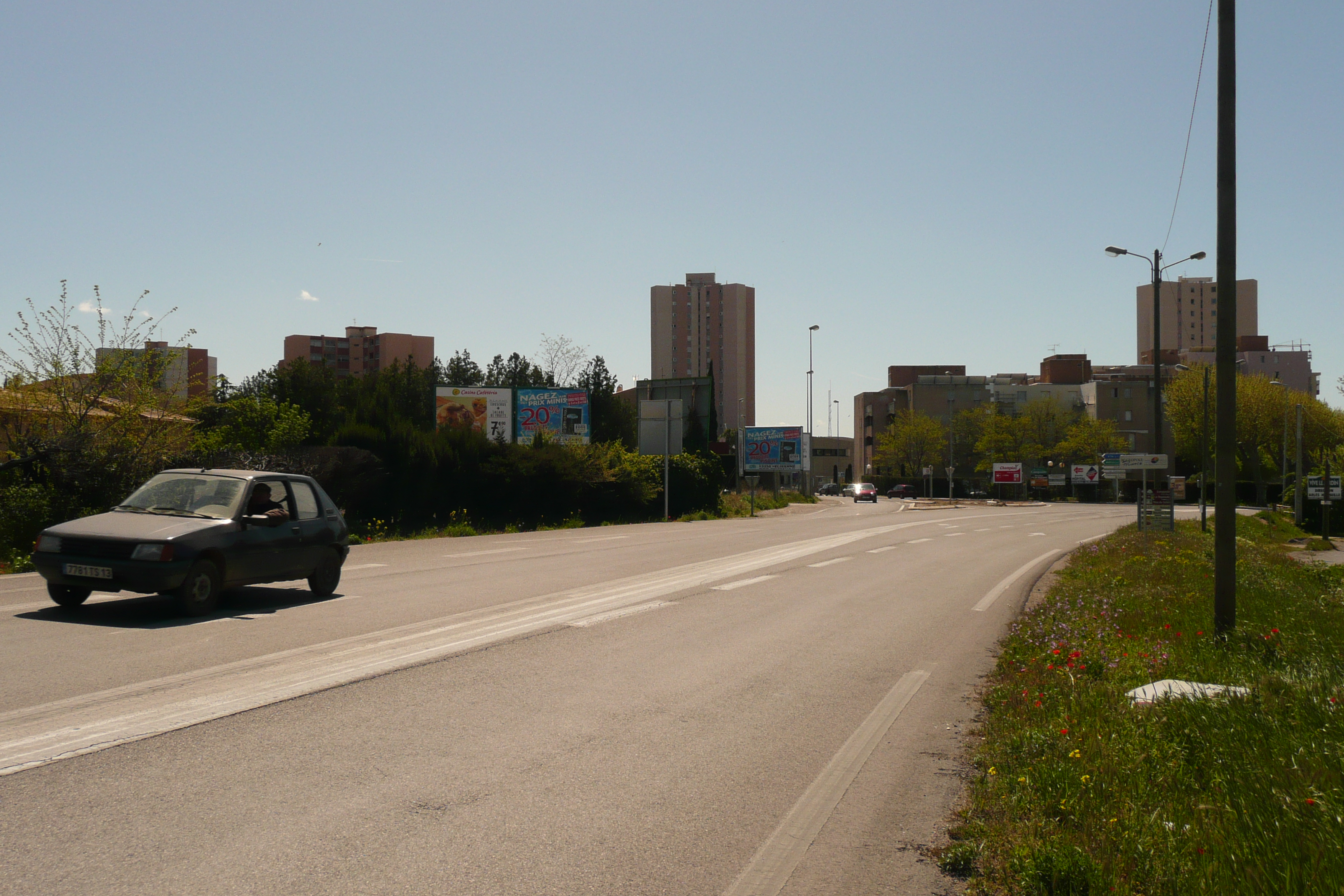
Entrée nord de Salon-de-Provence en 2008.

- Les Cadeneaux, commune des Pennes-Mirabeau
- La Gavotte, commune des Pennes-Mirabeau
- Marseille D 113

## Trafic
La route départementale 538 est classée à grande circulation par le décret no 2009-615 du 3 juin 2009 :
- dans l'Isère : entre la RD 519D et son extrémité à Beaurepaire[3] ;
- dans la Drôme : entre Lens-Lestang et Mours-Saint-Eusèbe, entre l'A 49 à Bourg-de-Péage et la RD 104 à Crest puis entre la RD 464 à Crest et la RD 6 à La Répara-Auriples[4] ;
- dans les Bouches-du-Rhône : entre Sénas et Salon-de-Provence[5].

## Sites remarquables
Au nord de Salon-de-Provence, le mémorial Jean Moulin, héros de la résistance et enfant de Provence, est érigé en 1969. La sculpture est l'œuvre de Marcel Courbier,  ami de Jean Moulin
.